# Newgrange

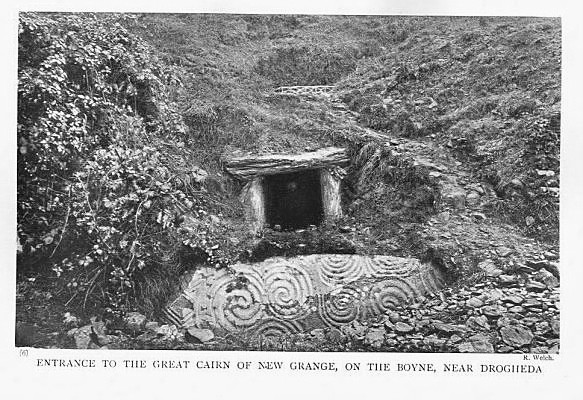
Entrée du monument, en 1905

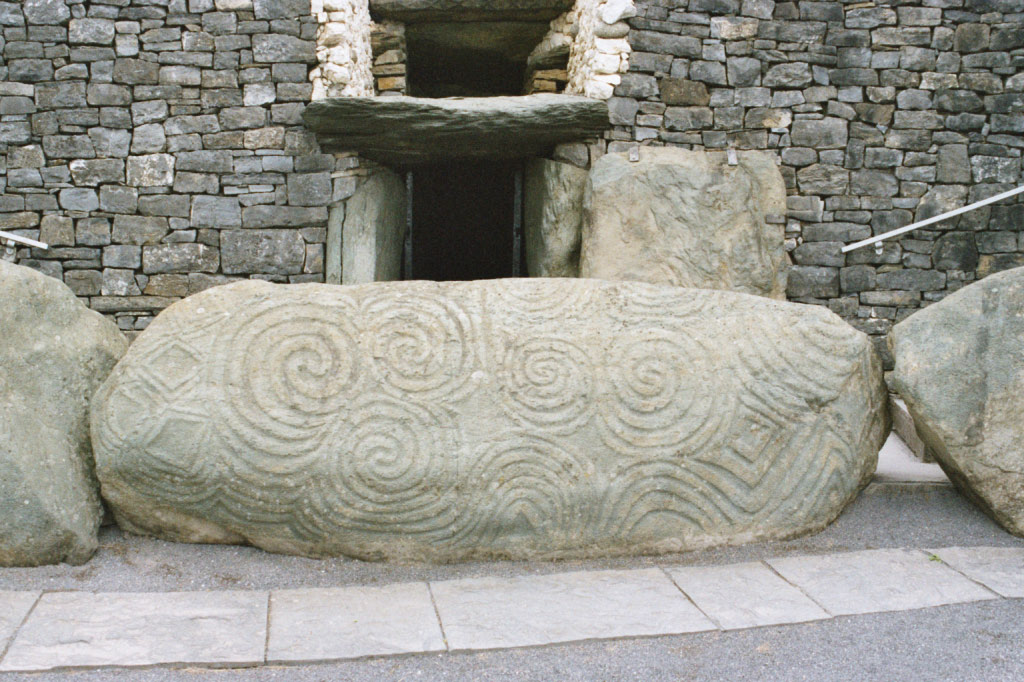
Gravures à l'entrée du monument

Newgrange est l’un des plus célèbres sites mégalithiques d'Irlande. Il est situé dans le comté de Meath, au nord de Dublin. 
C’est un tumulus de 85 mètres de diamètre, à l’intérieur duquel on atteint la chambre funéraire par un long passage couvert. Il fait partie d'un ensemble de sites préhistoriques appelé Brú na Bóinne, classé au patrimoine mondial de l'UNESCO.
Il s’agit de l’un des sites préhistoriques les plus imposants d’Europe avec Stonehenge en Angleterre.

## Historique
Le site a gagné son nom actuel lorsque les terres sur lesquelles se trouvent le tumulus ont été données à un grand propriétaire qui se servit de cette parcelle pour installer une grange. 
Après son utilisation initiale, Newgrange a été scellé pendant plusieurs millénaires. Il continua néanmoins à figurer dans la mythologie et le folklore irlandais. Selon la tradition, il serait la demeure de plusieurs divinités, comme le Dagda et son fils Aengus. 
Les chercheurs ont commencé à l'étudier au XVIIe siècle. Des fouilles archéologiques ont ensuite eu lieu sur le site dans les années qui ont suivi. L'archéologue Michael J. O'Kelly a dirigé la plus vaste d'entre elles et a également reconstruit la façade du site de 1962 à 1975, une reconstruction qui semble controversée et contestée. 
Aujourd'hui, Newgrange est un site touristique très populaire en Irlande. Selon l'archéologue Colin Renfrew, il est sans hésitation « le grand monument national d'Irlande » et l'une des structures mégalithiques les plus importantes d'Europe.
La construction d'un parking et d'un accueil pour les visiteurs, le tout à une distance raisonnable et desservi par navette, a permis au site de conserver son cadre naturel.

## Datation
Newgrange a été construit autour de 3200 av. J.-C., soit près de 600 ans avant la grande pyramide de Gizeh, en Égypte, et près de 1 000 ans avant Stonehenge, en Angleterre.

## Description
Le site consiste en un gros tumulus circulaire au centre duquel se trouve une chambre mortuaire à laquelle on accède par un très long couloir couvert. Cette structure circulaire de 12 mètres de haut, est composée de plus de 200 000 tonnes de terre et de pierre. Le mur extérieur du tumulus est flanqué de pierres monumentales sur lesquelles il est possible d'observer des dessins en spirale et quelques triskell.
Chaque année (selon l'observation de sir Norman Lockyer en 1909), le jour du solstice d’hiver (le 21 décembre), à 9 h 17 du matin le soleil pénètre directement dans la chambre centrale pendant à peu près 15 minutes. La précision dans l'orientation de l'édifice est donc spectaculaire.

## Théorie
Pendant les années 1960, Alexander Thom fit des recherches approfondies sur ces mégalithes et publia un livre : Megalithic sites in Britain. Il y explique sa théorie selon laquelle, statistiques à l’appui, beaucoup de monuments en Grande-Bretagne sont orientés de manière à pouvoir être utilisés comme calendriers.

## Organisation sociale
L'ADN d'un homme d'âge moyen enterré vers 3200 avant notre ère au centre de ce puissant monticule suggère l'existence d'une organisation sociale hiérarchisée. Ses gènes indiquent qu'il avait des parents si étroitement liés qu'ils devaient être frère et sœur ou parent et enfant. Dans toutes les cultures, l'inceste est presque toujours tabou, sauf dans les familles royales consanguines. Ces traces génétiques à Newgrange semblent ainsi indiquer qu'une hiérarchie sociale s'est installée en Irlande dès le Néolithique. Pour les auteurs de l'étude en paléogénétique, le fils d'une union incestueuse enterré dans une tombe aussi importante pointe vers une classe dirigeante héréditaire,.
L'ADN supplémentaire de plus de 40 personnes enterrées dans d'autres sites néolithiques, y compris dans trois tombes à couloir, soutient l'existence d'une élite soudée. Les personnes enterrées dans des sites de tombes à couloir étaient plus proches les unes des autres que les personnes enterrées dans d'autres types de tombes, même si les tombes à couloir étaient séparées par des centaines de kilomètres et s'étalaient sur plus de 500 ans. Certaines personnes dans les tombes éloignées pourraient avoir été cousins au deuxième ou au troisième degré ou arrière-arrière-arrière-arrière-grand-parent et enfant.
Les isotopes chimiques dans leurs os montrent que les personnes inhumées dans les sépultures des tombes à couloir mangeaient plus de viande et de produits animaux que leurs contemporains. Les tombes comprennent également des femmes et des enfants, ce qui suggère que le statut social a été hérité plutôt que gagné au cours d'une vie, par exemple au combat.
D'autres archéologues comme Julian Thomas de l'université de Manchester estiment que l'on peut difficilement faire des généralisations à partir de ces cas étudiés, rappelant que Newgrange a été un lieu de sépulture pendant près de 1000 ans. Alasdair Whittle, archéologue à l'université de Cardiff, avance, lui, que ces changements dans l'organisation de la société ont pu n'avoir été que temporaires.

## Série télévisée
Ce lieu apparaît dans le 13e épisode de la 3e saison et le 4e épisode de la 14e saison de la série télévisée Ancient Aliens, il sert de cadre au 13e épisode de la 1re saison de la série animée Huntik, le choc des titans.